# Austrian Airlines
Austrian Airlines AG (v překladu Rakouské aerolinie) je rakouská národní letecká společnost. Sídlí ve Vídni na letišti Schwechat, mezi její další letecké základny patří letiště v Innsbrucku, Štýrském Hradci a Salcburku. V březnu 2017 létala tato společnost do 130 destinací po světě.

## Praha
Austrian Airlines létají pravidelně na pražské letiště Václava Havla. Do Prahy posílají letouny na kratší tratě, a to Bombardiery Q400, Embraery 195 či Fokkery 70/100. Létaly sem již v roce 1960, například s letounem Vickers Viscount. V březnu 2017 létaly letadla Austrian trasu Praha – Vídeň až s pěti frekvencemi denně, s 28 lety týdně.[zdroj?]

## Historie
Společnost byla založena 30. září 1957, přičemž první let se konal 18. března 1958, kdy letadlo Vickers Viscount 779 letělo z Vídně přes Zürich do Londýna. Společnost se později sloučila s Air Austria a Austrian Airways. Vnitrostátní lety začala firma provozovat od 1. května 1963. V roce 1994 společnost koupila podíl u rakouské společnosti Tyrolean Airways, ta v roce 2014 zanikla a jejich flotila se sloučila.
V roce 2000 se stala členem Star Alliance a ještě ten rok získala společnost Lauda Air, která v roce 2013 ukončila činnost. Od září 2003 se společnost v rámci změny nazývá Austrian.

## Flotila

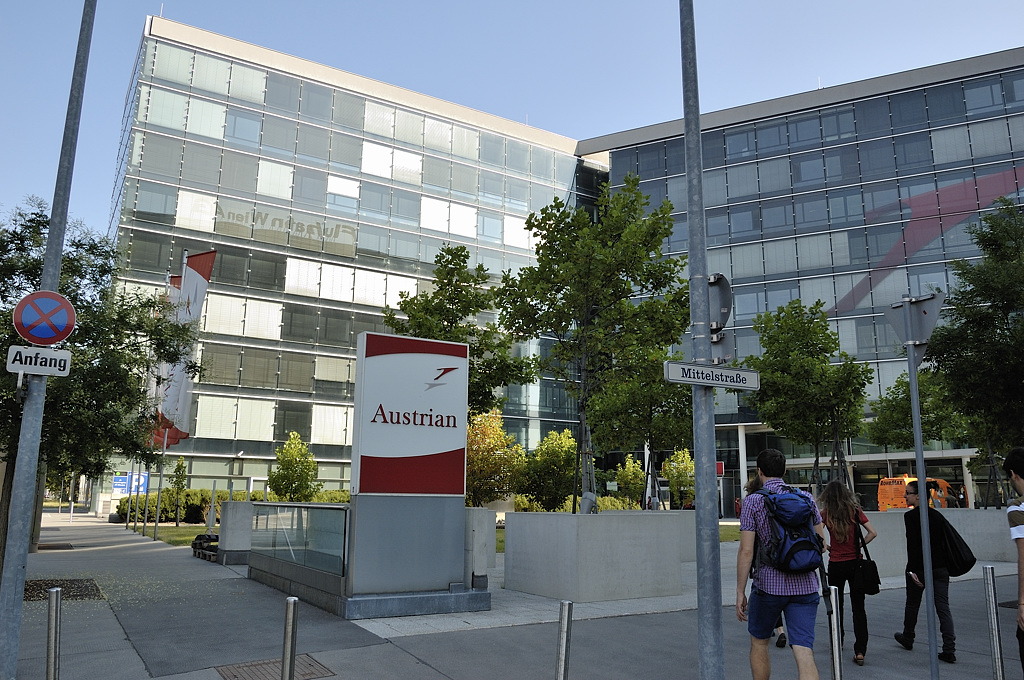
Sídlo Austrian Airlines na Vídeňském letišti

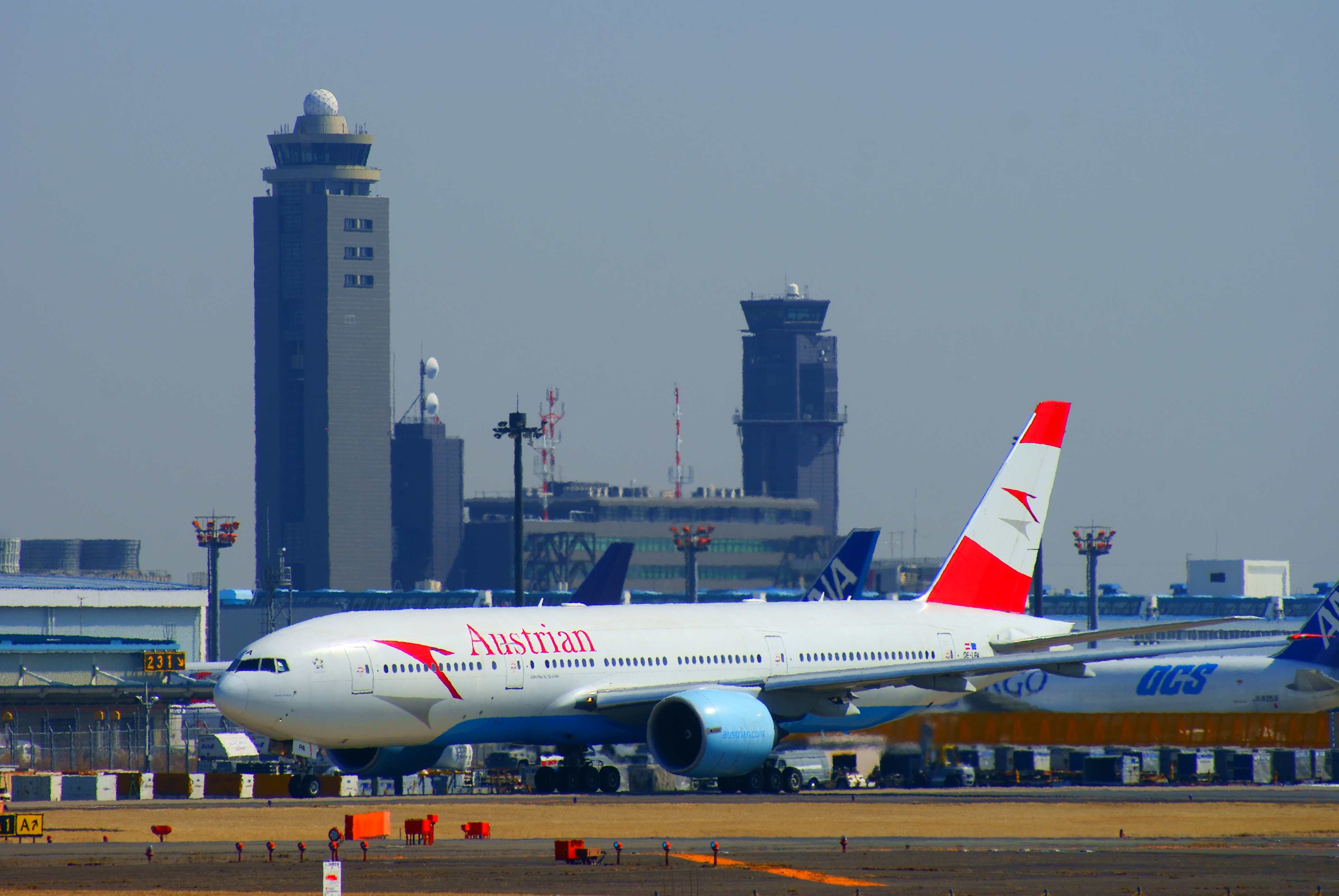
Boeing 777-200ER pojíždějící na Tokijském letišti Narita v roce 2013

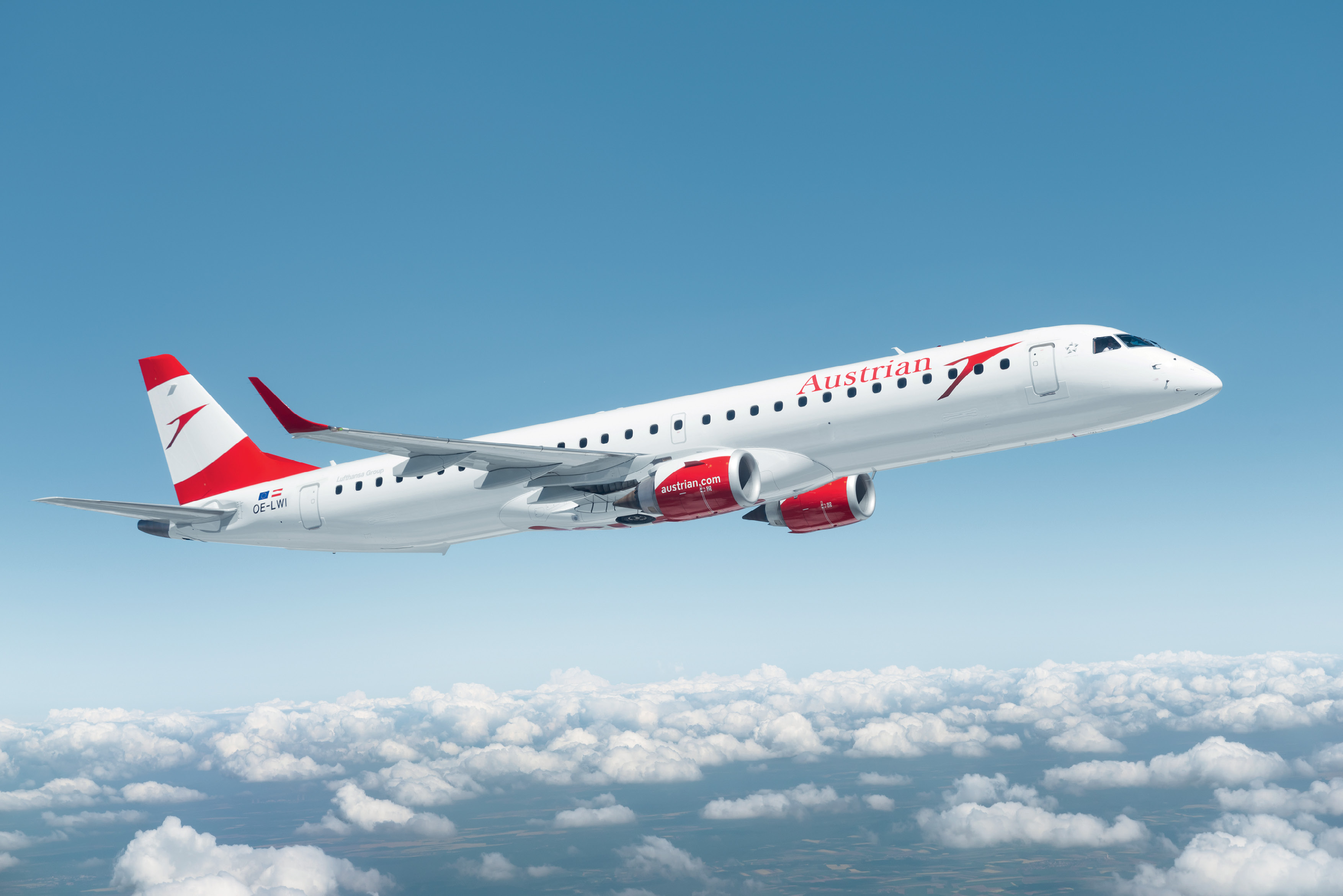
Letoun Embraer 195 v nových barvách Austrian Airlines

### Současná
Austrian Airlines v březnu 2024 provozovaly tato letadla, s průměrným stářím 17 let:
| Letadlo          | Počet | Objednávky | Cestující  | Cestující  | Cestující | Poznámky                                  |
| Letadlo          | Počet | Objednávky | J          | Y          | Celkem    | Poznámky                                  |
| ---------------- | ----- | ---------- | ---------- | ---------- | --------- | ----------------------------------------- |
| Airbus A320-200  | 29    | —          | variabilní | variabilní | 174       |                                           |
| Airbus A320neo   | 5     | —          | variabilní | variabilní | 180       |                                           |
| Airbus A321      | 6     | —          | variabilní | variabilní | 200       |                                           |
| Boeing 767-300ER | 3     | —          | 24         | 187        | 211       |                                           |
| Boeing 777-200ER | 6     | —          | 32         | 298        | 330       |                                           |
| Boeing 787-9     | 2     | 9          | 26         | 268        | 294       |                                           |
| Embraer 195      | 17    |            | variabilní | variabilní | 120       | Koupené od společnosti Lufthansa CityLine |
| Celkem           | 68    | 9          |            |            |           |                                           |

### Historická
V minulosti Austrian Airlines provozovaly následující typy letounů:
| Letadlo                 | Zavedení | Vyřazení |
| ----------------------- | -------- | -------- |
| Sud Aviation Caravelle  | 1963     | 1973     |
| Airbus A310-300         | 1988     | 2004     |
| Airbus A319-100         | 2004     | 2022     |
| Airbus A330-200         | 1998     | 2007     |
| Airbus A340-200         | 1995     | 2007     |
| Airbus A340-300         | 1997     | 2007     |
| Boeing 707-300          | 1969     | 1971     |
| Boeing 737-600          | 2008     | 2012     |
| Boeing 737-700          | 2008     | 2012     |
| Boeing 737-800          | 2010     | 2013     |
| Canadair CRJ200         | 1996     | 2010     |
| Douglas DC-8-63CF       | 1973     | 1974     |
| Fokker 50               | 1988     | 1996     |
| McDonnell Douglas MD-11 | ?        | ?        |
| McDonnell Douglas MD-80 | 1980     | 2005     |
| Vickers Viscount        | 1958     | 1971     |